# NS Matrix Deers
Il Negeri Sembilan Matrix Deers  è una società professionista di basket con sede nella città di Seremban,in Malaysia, che compete nella ASEAN Basketball League e nella Major Basketball League Malaysia.
I colori sociali della squadra sono il Nero e l'Oro. La squadra gioca le sue partite casalinghe presso il SJKC Kampung Seri Sikamat, una struttura che può ospitare fino a 3.000 spettatori.

## Storia
La squadra di pallacanstero del Negeri Sembilan (NS) Matrix, è stata fondata nel 2015 ed è di proprietà della Matrix Holding Concept, una società attiva in vari settori: attività commerciali, settore immobiliare, dell'edilizia, dell'istruzione, dell'ospitalità e della sanità privata.
Nonostante sia stata fondata soltanto nel 2015 la squadra ha partecipato spesso alla Agong Basketball Cup, una coppa nazionale in cui si affrontano tutte le squadre del paese; il Matrix è riuscito in cinque edizioni il trofeo, di cui quattro consecutivi tra  2016 e 2019, mentre l'ultimo nel 2024.
Nel 2022 il NS Matrix è stato tra le sei squadre della stagione inaugurale della Major Basketball League Malaysia (MBL) della Malaysia. La stagione successiva invece la squadra è entrato anche nella ASEAN Basketball League, come rappresentante della nazione.

## Palmarès

### Titoli nazionali
- Major Basketball League Malaysia
  - Campione (3): 2022, 2023, 2024
- Agong Basketball Cup
  - Campione (5): 2016, 2017, 2018, 2019, 2024
- Tan See Seng Cup
  - Campione (1): 2023

## Organico

### Roster 2023-2024
Il roster per la stagione 2023-2024 
|    | Naz.                   | Ruolo | Sportivo         | Anno | Alt. | Peso |  |
| -- | ---------------------- | ----- | ---------------- | ---- | ---- | ---- |  |
| 1  | Stati Uniti (bandiera) | PG    | Taishaun Johnson | 1994 | 183  | 80   |  |
| 2  | Stati Uniti (bandiera) | G     | Damion Rosser    | 1999 | 195  | 100  |  |
| 8  | Malaysia (bandiera)    | G     | Wee-Yiang De     | 1999 | 185  | 84   |  |
| 11 | Malaysia (bandiera)    | AP    | Yi-Hou Wong      | 1996 | 195  | 90   |  |
| 14 | Malaysia (bandiera)    | AP    | Tian-Yuan Kuek   | 1991 | 196  | 80   |  |
| 18 | Malaysia (bandiera)    | C     | Jing-Hung Leeg   | 2001 | 195  | 90   |  |
| 22 | Malaysia (bandiera)    | AG    | Zi-Fueng Chang   | 1996 | 196  | 88   |  |
| 23 | Singapore (bandiera)   | AG    | Delvin Goh       | 1995 | 201  | 95   |  |
| 24 | Malaysia (bandiera)    | C     | Wen-Qian Liew    | 1996 | 196  | 99   |  |
| 27 | Malaysia (bandiera)    | G     | Chun-Hong Ting   | 1996 | 193  | 87   |  |
| 29 | Stati Uniti (bandiera) | AG    | Jordan Tolbert   | 1992 | 201  | 109  |  |
| 31 | Malaysia (bandiera)    | G     | Jia-Hao Hiew     | 2001 | 181  | 77   |  |
| 71 | Malaysia (bandiera)    | PG    | Wei-Yong Ong     | 1993 | 180  | 77   |  |

### Staff tecnico
| Ruolo           | Nome           |
| --------------- | -------------- |
| Capo allenatore | Felton Sealey  |
| Assistente      | Lee Kheng Tian |
| Assistente      | Chin Zhi Shin  |